# Эден (кинотеатр)

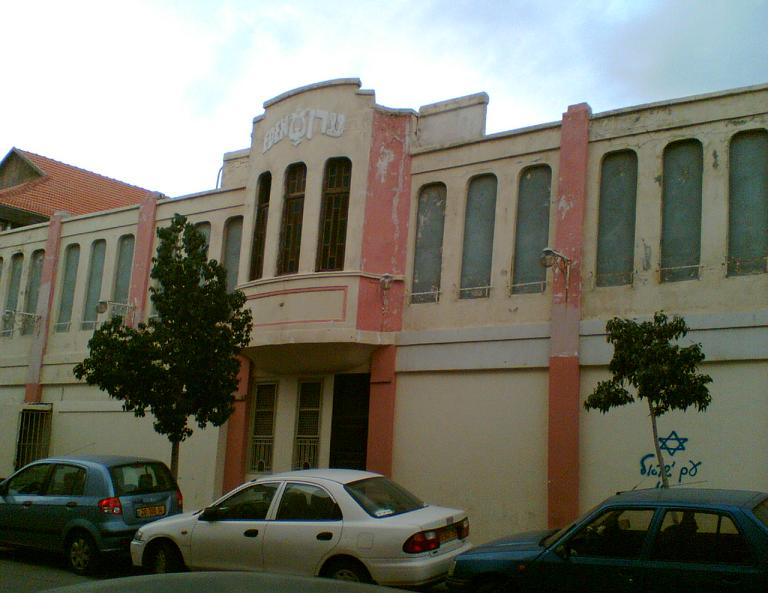
Кинотеатр «Эден» в 2006 году

Эден (ивр. קולנוע עדן‎, ранее ивр. ראינוע עדן‎) — первый кинотеатр Тель-Авива и один из первых в Палестине. Действовал с 1914 по 1974 годы.
Строительство кинотеатра началось в 1913 году. Этому предшествовали долгие споры и протесты ряда жителей. Многих беспокоил шум и запах, который исходил бы из кинотеатра из-за работы генератора. Других беспокоили моральные вопросы, так как они считали кино низким искусством, привлекающим лишь сомнительных личностей.
Владельцами «Эдена» были Моше Абарбанель и Мордехай Висер.
Кинотеатр имел 600 постоянных сидений и 200 складных стульев, он служил также культурным центром. Он открылся 22 августа 2014 года показом фильма «Спартак» (или же показом фильма «Последние дни Помпеи»). Владельцы кинотеатра получили монополию на показ фильмов в Тель-Авиве на 13 лет. Большую часть фильмов присылали из Египта. Вскоре после открытия театра началась Первая мировая война, и связь с Египтом прервалась. С этого момента и до эвакуации Тель-Авива в 1917 году в кино показывали крайне ограниченный набор фильмов, накопившихся до начала войны.
Во время эвакуации Висер отправился в Тверию, где и скончался в 1918 году. Абарбанель же отправился в Кфар-Саву, а с захватом Яффы и Тель-Авива британскими войсками вернулся и по просьбе военных властей стал устраивать кинопоказы для солдат, тогда же его репертуар пополнился новыми фильмами из Англии и США. Вначале в роли киномеханика выступали солдаты, но вскоре Абарбанель взял на эту должность Вили Миланса из кафе «Зарифи», где также демонстрировали фильмы.
Начиная с 1922 годы часть фильмов стали переводить на иврит.
В 1927 рядом с «Эденом» открылся летний кинотеатр на 800 мест — первое в Тель-Авиве здание из бетона.
«Эден» просуществовал как кинотеатр до 1974 года, после чего здание было куплено одним из израильских банков с целью реставрации и сохранения как памятника современной израильской культуры, однако проект так и не был осуществлён. По состоянию на 2013 год здание оставалось заброшенным.